# Энергетика Тверской области
Энергетика Тверской области — сектор экономики региона, обеспечивающий производство, транспортировку и сбыт электрической и тепловой энергии. По состоянию на середину 2021 года, на территории Тверской области эксплуатировались 8 электростанций общей мощностью 6797,6 МВт, в том числе одна атомная электростанция, две малые гидроэлектростанции и пять тепловых электростанций. В 2020 году они произвели 35 734 млн кВт·ч электроэнергии.

## История
Первая в Твери электростанция общего пользования была введена в эксплуатацию в 1901 году, она позволила наладить уличное электрическое освещение и пустить тверской трамвай. Мощность станции составляла 920 кВт, оборудование включало в себя три паровые машины с генераторами, вырабатывавшими переменный ток, а также турбоагрегат постоянного тока для питания трамвайной сети. В 1912 году была введена в эксплуатацию Тверской мануфактуры (ныне Тверская ТЭЦ-1), первая теплоэлектроцентраль России. Оборудование станции включало в себя два турбоагрегата мощностью по 2 МВт с регулируемыми отборами пара для производственных нужд, а также шесть паровых котлов. В качестве топлива электростанция использовала торф. Помимо этих станций, в дореволюционный период в Твери были построены электростанция Рождественской мануфактуры, с двумя турбоагрегатами мощностью по 2 МВт и двумя дизель-генераторами по 150 л. с., а также электростанция Тверского вагоностроительного завода с четырьмя паровыми машинами мощностью по 500 л. с., приводивших в действие генераторы постоянного тока, и турбоагрегат мощностью 1 МВт, вырабатывавший переменный ток.
В 1929 году была введена в эксплуатацию Тверская ТЭЦ-2 мощностью 5 МВт, в 1932 году расширена ТЭЦ-1 с монтажом нового турбоагрегата мощностью 6 МВт. В 1936 году был создан Калининский энергокомбинат (позднее преобразованный в районное энергетическое управление «Калининэнерго»), объединивший три электростанции общей мощностью 19 МВт и 60 км электрических сетей. В годы Великой Отечественной войны Калинин был ненадолго захвачен немецкими войсками, но большая часть энергетического оборудования была эвакуирована, что позволило уже в 1942 году вновь ввести в эксплуатацию Тверскую ТЭЦ-1. С 1935 года велось строительство Тверской ТЭЦ-4, приостановленное на период Великой Отечественной войны, первая очередь этой станции была введена в эксплуатацию в 1949 году, в 1950-х годах станция была расширена за счёт пуска ещё двух очередей.
В 1947 году была пущена Новотверецкая ГЭС, в 1951 году — Новоцнинская ГЭС. В 1953 году был начат перевод Твери на централизованное теплоснабжение, к 1970 году завершена электрификация сельских районов с переводом их на централизованное энергоснабжение и ликвидацией мелких электростанций. В 1962 году было начато строительство крупнейшей тепловой электростанции региона, Конаковской ГРЭС, первый энергоблок которой был пущен уже в 1965 году, а последний — в 1969 году. Изначально эта станция работала на мазуте, позднее, как и другие тепловые электростанции региона, была переведена на сжигание природного газа.
В 1968 году было начато строительство Тверской ТЭЦ-3, её первый турбоагрегат был введён в эксплуатацию в 1973 году, второй — в 1976 году. Возведение крупнейшей электростанции региона, Калининской АЭС, было начато в 1974 году, первый энергоблок был пущен в 1984 году, второй — в 1986 году. Третий и четвертый энергоблоки были введены в эксплуатацию уже в постсоветское время, в 2004 и 2011 годах.

## Генерация электроэнергии
По состоянию на середину 2021 года, на территории Тверской области эксплуатировались восемь электростанций общей мощностью 6797,6 МВт. В их числе одна атомная электростанция — Калининская АЭС, две малые гидроэлектростанции — Новотверецкая ГЭС и Новоцнинская ГЭС и пять тепловых электростанций — Конаковская ГРЭС, Тверская ТЭЦ-1, Тверская ТЭЦ-3, Тверская ТЭЦ-4 и Вышневолоцкая ТЭЦ.

### Калининская АЭС
Расположена у г. Удомля, единственный источник теплоснабжения города. Крупнейшая электростанция региона. Энергоблоки станции введены в эксплуатацию в 1984—2011 годах. Установленная электрическая мощность станции — 4000 МВт, тепловая мощность — 688 Гкал/ч, фактическая выработка электроэнергии в 2020 году — 28 492 млн кВт·ч. Оборудование станции включает в себя четыре энергоблока с реакторами ВВЭР-1000 мощностью по 1000 МВт. Принадлежит АО «Концерн Росэнергоатом».

### Новотверецкая ГЭС
Расположена на р. Тверца. Введена в эксплуатацию в 1947 году. Установленная мощность станции — 2,4 МВт. В здании ГЭС установлены 2 гидроагрегата мощностью по 1,2 МВт. Принадлежит ФГБУ «Канал имени Москвы».

### Новоцнинская ГЭС
Расположена на р. Цна. Введена в эксплуатацию в 1951 году. Установленная мощность станции — 0,2 МВт. В здании ГЭС установлен один гидроагрегат. Принадлежит ФГБУ «Канал имени Москвы».

### Конаковская ГРЭС
Расположена в г. Конаково, один из источников теплоснабжения города. Крупнейшая тепловая электростанция региона. Блочная паротурбинная конденсационная электростанция, в качестве топлива использует природный газ. Турбоагрегаты станции введены в эксплуатацию в 1965—1969 годах. Установленная электрическая мощность станции — 2520 МВт, тепловая мощность — 120 Гкал/час. Оборудование станции скомпоновано в восемь энергоблоков, пять из которых имеют мощность 305 МВт и три — 325 МВт. Каждый энергоблок включает в себя турбоагрегат и котлоагрегат. Принадлежит ПАО «Энел Россия».

### Тверская ТЭЦ-1
Расположена в г. Тверь, один из источников теплоснабжения города. Паротурбинная теплоэлектроцентраль, в качестве топлива использует природный газ. Старейшая электростанция региона и одна из старейших ныне действующих электростанций России — турбоагрегат станции введен в эксплуатацию в 1974 году, при этом сама станция эксплуатируется с 1912 года. Установленная электрическая мощность станции — 11 МВт, тепловая мощность — 104 Гкал/час. Оборудование станции включает в себя один турбоагрегат и шесть котлоагрегатов. Принадлежит ООО «Тверская генерация».

### Тверская ТЭЦ-3
Расположена в г. Тверь, один из источников теплоснабжения города. Паротурбинная теплоэлектроцентраль, в качестве топлива использует природный газ. Турбоагрегаты станции введены в эксплуатацию в 1973—1976 годах. Установленная электрическая мощность станции — 170 МВт, тепловая мощность — 694 Гкал/час. Оборудование станции включает в себя два турбоагрегата, мощностью 60 МВт и 110 МВт, четыре котлоагрегата и три водогрейных котла. Принадлежит ООО «Тверская генерация».

### Тверская ТЭЦ-4
Расположена в г. Тверь, один из источников теплоснабжения города. Паротурбинная теплоэлектроцентраль, в качестве топлива использует природный газ. Эксплуатируемые в настоящее время турбоагрегаты станции введены в эксплуатацию в 1955—2005 годах, при этом сама станция работает с 1949 года. Установленная электрическая мощность станции — 88 МВт, тепловая мощность — 539 Гкал/час. Оборудование станции включает в себя пять турбоагрегатов, один мощностью 4 МВт, один — 10 МВт и три — 25 МВт, пять котлоагрегатов и три водогрейных котла. Принадлежит ООО «Тверская генерация».

### Вышневолоцкая ТЭЦ
Расположена в г. Вышний Волочёк, один из источников теплоснабжения города. Паротурбинная теплоэлектроцентраль, в качестве топлива использует природный газ. Введена в эксплуатацию в 1950 году, эксплуатируемый в настоящее время турбоагрегат работает с 2015 года. Установленная электрическая мощность станции — 6 МВт. Оборудование станции включает в себя один турбоагрегат, четыре котлоагрегата и два водогрейных котла. Принадлежит ООО «Вышневолоцкая ТГК».

## Потребление электроэнергии
Потребление электроэнергии в Тверской области (с учётом потребления на собственные нужды электростанций и потерь в сетях) в 2020 году составило 7 952 млн кВт·ч, максимум нагрузки — 1244 МВт. Таким образом, Тверская область является энергоизбыточным регионом. Функции гарантирующего поставщика электроэнергии выполняет АО «АтомЭнергоСбыт» (обособленное подразделение «ТверьАтомЭнергоСбыт»)<.

## Электросетевой комплекс
Энергосистема Тверской области входит в ЕЭС России, являясь частью Объединённой энергосистемы Центра, находится в операционной зоне филиала АО «СО ЕЭС» — «Региональное диспетчерское управление энергосистемы Тверской области» (Тверское РДУ). Энергосистема региона связана с энергосистемами Ленинградской области по одной ВЛ 750 кВ, Московской области по двум ВЛ 750 кВ, двум ВЛ 500 кВ, четырём ВЛ 220 кВ, восьми ВЛ 110 кВ и одной ВЛ 10 кВ, Ярославской области по одной ВЛ 110 кВ, одной ВЛ 35 кВ, одной ВЛ 10 кВ и одной КЛ 6 кВ, Смоленской области по двум ВЛ 220 кВ и одной ВЛ 110 кВ, Владимирской области по одной ВЛ 750 кВ, Вологодской области по одной ВЛ 750 кВ и одной ВЛ 500 кВ, Новгородской области по одной ВЛ 330 кВ, четырём ВЛ 110 кВ, одной ВЛ 35 кВ, одной ВЛ 10 кВ и двум ВЛ 6 кВ, Псковской области по одной ВЛ 110 кВ и одной ВЛ 10 кВ.
Электросетевой комплекс региона включает 184 линии электропередачи напряжением 110—750 кВ. Магистральные линии электропередачи напряжением 220—750 кВ эксплуатируются филиалом ПАО «ФСК ЕЭС» — Валдайское ПМЭС, распределительные сети напряжением 110 кВ и менее — Филиалом ПАО «Россети Центр» — «Тверьэнерго» (в основном) и территориальными сетевыми организациями.